# Desojo
Desojo – gmina w Hiszpanii, w Nawarze, o powierzchni 13,84 km². W 2011 roku gmina liczyła 93 mieszkańców.